# Европейская конвенция о гражданстве
Европейская конвенция о гражданстве (англ. European Convention on Nationality) — конвенция Совета Европы, принятая в 1997 году и вступившая в силу в 2000 году. Регулирует условия и процедуры приобретения, утраты и восстановления гражданства, принципы действий в случае преемственности государств или множественного гражданства. На 2016 год 20 государств являются участниками конвенции, в том числе Украина; еще 9 её подписали, в том числе Россия. Латвия подписала конвенцию, однако в 2012 году Сейм отклонил ратификацию (см. Гражданство Латвии).